# Emanuel Herrera
Emanuel Herrera (Rosário, 13 de abril de 1987) é um futebolista argentino que joga como atacante. Atualmente, joga pelo Universitario de Deportes. 
Desenvolveu-se como futebolista nas divisões inferiores do Rosario Central, onde esteve seis anos, mas sem estrear na equipa principal. Depois disputou algumas partidas pelo Chacarita Juniors, Sportivo Italiano e Patronato na segunda divisão argentina.

## Carreira
Ele passou seis anos nas categorias de base do Rosario Central.
Emanuel Herrera começou a carreira em 2008 no seu país, a Argentina, jogando pelo Chacarita Juniors, onde ficou até 2009, se tranferindo para o Sportivo Italiano em 2010, ano em que foi para o Patronato de Paraná. Suas três temporadas na Argentina foram esquecidas, já que jogou apenas dezesseis vezes e não marcou nenhum gol. Por conta disso, o jogador chegou a pensar em se aposentar do futebol.No entanto, e por recomendação de seu agente, decidiu emigrar para o futebol chileno.

### Deportes Concepción
Em 2011, mudou de time e país, indo para o Deportes Concepción do Chile.Ele estreou oficialmente em 26 de fevereiro de 2011, na primeira data do Torneio de Abertura, contra o Deportes Puerto Montt. Pelo time chileno Emanuel Herrera disputou 39 partidas marcando 29 gols. Seu primeiro gol foi marcado na próxima rodada contra o Club Lota Schwager.Depois desse primeiro gol manteve uma seca de gols que durou nove jogos, até que no dia 8 de maio marcou dois gols na vitória por 4 a 1 sobre o Everton. Em 29 de maio, Herrera marcou duas vezes novamente no empate de 2 a 2 contra o Rangers.Depois disso, marcou dois gols contra o Deportes Copiapó, um contra o Naval e outro contra o San Marcos de Arica. Com tudo isso, ele marcou onze gols no primeiro semestre do ano.
Por uma vaga para a Copa Sul-Americana, o Deportes Concepción enfrentou o Universidad de Chile, na partida de ida disputada em Concepción, Herrera marcou dois gols para empatar em 2 a 2, mas no segundo jogo seu clube perdeu por 2 a 0, o que não permitiu a classificação para a Copa Sul-Americana de 2011. O Torneio Clausura foi um torneio irregular para o clube, que começou com uma derrota por 3 a 0 para o Deportes Puerto Montt. No jogo seguinte, o clube goleou o Unión Temuco por 5 a 0, com dois gols de Herrera, que não marcava desde junho. Depois venceram o Rangers por 2 a 0, com outro gol de Emanuel.Depois dessa vitória, o clube ficou oito jogos sem vencer. Nessa etapa, Herrera marcou contra: Deportes Naval, Puerto Montt e Lota Schwager.
O clube voltou a vencer uma partida, desta vez contra o Coquimbo Unido, com gol do argentino. Apesar de Herrera ter terminado como artilheiro do time e da Primera B, não conseguiu se posicionar na segunda colocação na tabela acumulada do ano para a promoção à Primeira Divisão, ficando uma posição atrás.

### Unión Española
Na temporada de 2012, acertou com a Unión Española. Estreou oficialmente no dia 25 de janeiro de 2012, na partida da primeira fase da Copa Libertadores contra o Tigres, na qual entrou no segundo tempo; enquanto seu primeiro gol foi marcado no Torneio de Abertura de 2012 contra o Audax Italiano.
Em 2 de fevereiro do mesmo ano, ele marcou contra o Tigres de México na Copa Libertadores, graças ao qual o Unión conseguiu se classificar para a fase de grupos. Seis dias depois, Herrera abriu o placar na estreia do Grupo 3 da Copa Libertadores, na vitória por 2 a 0 sobre o Junior de Barranquilla. Herrera então marcou um gol na vitória por 3 a 1 sobre o Bolívar.
Depois de quatro partidas sem marcar no Torneo de Apertura, Herrera marcou dois gols contra o Universidad Católica no empate de 2 a 2 no Estádio Santa Laura. Depois disso, marcou nas duas partidas seguintes: na vitória por 3 a 1 sobre o Palestino e na derrota pelo mesmo placar para o Huachipato. Em 24 de março do mesmo ano, Herrera marcou duas vezes na vitória por 5 a 2 sobre o Deportes La Serena. Em seguida, converteu novamente na Copa Libertadores contra o Bolívar. Este foi o último gol do jogador no torneio, já que não marcou contra o Junior e nas oitavas de final contra o Boca Juniors. Além disso, o Boca Juniors travou o avanço do clube chileno na competição.
No campeonato local, Herrera deu continuidade às boas atuações, sendo que nas sete partidas restantes para o início dos play-offs marcou contra: Colo-Colo, Santiago Wanderers e Universidad de Concepción.

## Títulos
Sporting Cristal
- Campeonato Peruano: 2018[32] e 2020

## Estatísticas
Até 13 de setembro de 2014.

### Clubes
| Clube               | Temporada         | Campeonato nacional | Campeonato nacional | Copa nacional | Copa nacional | Competições continentais | Competições continentais | Outros torneios | Outros torneios | Total | Total |
| Clube               | Temporada         | Jogos               | Gols                | Jogos         | Gols          | Jogos                    | Gols                     | Jogos           | Gols            | Jogos | Gols  |
| ------------------- | ----------------- | ------------------- | ------------------- | ------------- | ------------- | ------------------------ | ------------------------ | --------------- | --------------- | ----- | ----- |
| Chacarita Juniors   | 2008-09           | 2                   | 0                   | 0             | 0             | 0                        | 0                        | —               | —               | 2     | 0     |
| Chacarita Juniors   | Total             | 2                   | 0                   | 0             | 0             | 0                        | 0                        | —               | —               | 2     | 0     |
| Sportivo Italiano   | 2009-10           | 4                   | 0                   | 0             | 0             | 0                        | 0                        | —               | —               | 4     | 0     |
| Sportivo Italiano   | Total             | 4                   | 0                   | 0             | 0             | 0                        | 0                        | —               | —               | 4     | 0     |
| Patronato           | 2010-11           | 10                  | 0                   | 0             | 0             | 0                        | 0                        | —               | —               | 10    | 0     |
| Patronato           | Total             | 10                  | 0                   | 0             | 0             | 0                        | 0                        | —               | —               | 10    | 0     |
| Deportes Concepción | 2011              | 35                  | 27                  | 4             | 2             | 0                        | 0                        | —               | —               | 39    | 29    |
| Deportes Concepción | Total             | 35                  | 27                  | 4             | 2             | 0                        | 0                        | —               | —               | 39    | 29    |
| Unión Española      | 2012              | 21                  | 11                  | 0             | 0             | 10                       | 5                        | —               | —               | 31    | 16    |
| Unión Española      | Total             | 21                  | 11                  | 0             | 0             | 10                       | 5                        | —               | —               | 31    | 16    |
| Montpellier HSC     | 2012-13           | 32                  | 6                   | 6             | 3             | 3                        | 1                        | —               | —               | 41    | 10    |
| Montpellier HSC     | 2013-14           | 9                   | 0                   | 1             | 0             | 0                        | 0                        | —               | —               | 10    | 10    |
| Montpellier HSC     | Total             | 41                  | 6                   | 7             | 3             | 3                        | 1                        | —               | —               | 51    | 10    |
| Total na carreira   | Total na carreira | 116                 | 44                  | 11            | 5             | 13                       | 6                        | —               | —               | 140   | 55    |